# Pim Pandoer
Pim Pandoer is de hoofdpersoon uit een achttiendelige serie jeugdboeken, geschreven door Carel Beke. Uitgeverij Malmberg bracht de Pim Pandoer-serie uit in de jaren vijftig en zestig. 

## Biografie
De echte naam van Pim Pandoer is Fer Donkers. Zijn familie van joodse afkomst is omgekomen tijdens de Tweede Wereldoorlog. Hijzelf ontsnapte aan de dood, waardoor hij twee kanten bij zichzelf ontwikkelde: de vriendelijke Fer en zijn onverzettelijke alter ego Pim.
Hij is de pleegzoon van Bas en Marijke Baanders. In het eerste boek is hij nog een opiumsmokkelaar, later een onderzoeker bij de KEMA in Arnhem, privédetective en avonturier.
Dankzij zijn veelzijdige talenten is hij in staat om een eigen onderzeeër, de Pegasus, te bouwen. In het tweede boek van de reeks wordt dit vaartuig vervangen door de Salamander, een rode amfibie-sportwagen die hij eveneens zelf in elkaar heeft gezet.
In 1953 verscheen het eerste boek, Pim Pandoer, de schrik van de Imbosch, geïllustreerd door P. Nagtzaam, omslag door Frans Lammers die ook andere delen illustreerde. Schrijver Beke was leraar op een ULO in Arnhem. Hij had een avonturenboek voor zowel jongens en meisjes voor ogen. Daarom introduceerde hij de Amsterdamse tweeling Koos en Jenny Menning. Zij logeren bij hun oom Jan en tante Rie Menning en hun neven Henk en Bob in Arnhem en ontmaskeren de opiumsmokkelaar Fer Donkers, alias Pim Pandoer. In het tweede boek is Fer niet meer de schurk, maar neemt hij het als held op tegen zijn aartsrivaal, de Rode Spin.
Omdat Fer Donkers werkt bij de KEMA in Arnhem komt hij voor zijn werk in heel Europa, en zelfs beleeft hij met zijn pleegvader Bas Baanders een avontuur in het mystieke Egypte (Pim Pandoer en De Groene Scarabee). 
In totaal verschenen 18 boeken in de periode 1953-1969. De hele serie is als Witte Raven Jeugdpocket herdrukt. De Serie van Pim Pandoer was een groot succes. De schrijver Carel Beke gaf na deel 16 (De ridders van de Turfburcht) aan bij uitgever Malmberg geen Pim Pandoer verhalen meer te willen schrijven. De uitgever heeft hem overgehaald om nog twee delen te schrijven. Deze twee laatste delen zijn in groot formaat vrij zeldzaam (zeker met kaft). Van deel 18 zijn zelfs maar twee drukken verschenen; dit is daarom een curiositeit.

### Boeken
- 1. Pim Pandoer, de schrik van de Imbosch (1953 – ill. P. Nagtzaam; 1965, 12e druk)
- 2. Pim Pandoer in het web van de Rode Spin (1954 – ill. Jan Lutz, omslag Frans Lammers; 1967, 11e druk)
- 3. S.O.S., Pim Pandoer is op de kust (1955 – ill. Frans Lammers; latere titel: Pim Pandoer is op de kust!)
- 4. Pim Pandoer zet Parijs op stelten (1956 – ill. Frans Lammers)
- 5. Pim Pandoer en de groene scarabee (1956 – ill. Frans Lammers)
- 6. Pim Pandoer en het raadsel van de Jordaan (1957 – ill. Frans Lammers)
- 7. Pim Pandoer en de heks van 's-Heerenberg (1958 - ill. Frans Lammers)
- 8. Pim Pandoer loopt in de val (1959 - ill. Frans Lammers)
- 9. Pim Pandoer vangt een grijze kat (1960 – ill. Frans Lammers)
- 10. Pim Pandoer en het spook van Sonsbeek (1961 - ill. Frans Lammers)
- 11. Piraten in de poolnacht (1962 - ill. Frans Lammers)
- 12. Pim Pandoer vist op gladde aal (1963- ill. Hans G. Kresse)
- 13. Pim Pandoer en de gouden krokodil (1964 – ill. Hans G. Kresse)
- 14. Pim Pandoer en de tijgerhaai (1965 – ill. Pim van Boxsel)
- 15. Pim Pandoer in het slot van de levende dode (1966 – ill. Pim van Boxsel)
- 16. De Ridders van de Turfburcht (1967 – ill. Pim van Boxsel)
- 17. De meesterspion (1968 - omslag en ill. Charles Burki)
- 18. Het monster van Uttiloch (1969  - ill. Hans G. Kresse )

### Korte Verhalen
- Hoe Pim Pandoer Kermis Vierde (1957 - Tijdschrift Jeugdjuweel)
- Pim Pandoer koopt een ijsje van goud (1958 - Tijdschrift Jeugdjuweel)

### Filmografie
- Pim Pandoer in het nauw (1975 - regie en productie Henk van der Linden)

## Trivia
- In Den Helder bestaat sinds 1986 café Pim Pandoer. De eigenaar is een fan van de serie en heeft de boeken achter de bar staan.